# Azeites do Ribatejo
Os Azeites do Ribatejo DOP são um produto de origem portuguesa com Denominação de Origem Protegida pela União Europeia (UE) desde 13 de novembro de 1996.

## Agrupamento gestor
O agrupamento gestor da denominação de origem protegida "Azeites do Ribatejo" é a Associação de Agricultores do Ribatejo.